# Dillinger (1973)
Dillinger is een Amerikaanse film uit 1973 van regisseur John Milius, die ook zelf het scenario schreef. De hoofdrollen worden vertolkt door Warren Oates, Ben Johnson en Michelle Phillips. De film is gebaseerd op het leven van de beruchte gangster John Dillinger. De film werd vooral bekend omwille van de fysieke gelijkenis tussen acteur Warren Oates en de echte Dillinger.
De film werd genomineerd voor een Golden Globe.

## Verhaal
Wanneer John Dillinger in Kansas City bij een vuurgevecht met de politie betrokken raakt, sterven er vijf agenten. Het FBI wil John Dillinger arresteren en maakt van hem een prioriteit. Een groepje federale agenten onder leiding van Melvin Purvis pakt voortdurend beruchte misdadigers op. Ondertussen blijft Dillinger banken overvallen en wordt hij een soort van volksheld, een hedendaagse Robin Hood.
Na een arrestatie weet Dillinger uit de gevangenis te ontsnappen. Zijn bende kan voortaan ook rekenen op de hulp van Pretty Boy Floyd en Baby Face Nelson. Nu kan Dillinger nog gevaarlijker uit de hoek komen en wordt hij in de ogen van de politie de public enemy #1.

## Rolverdeling
| Acteur             | Personage        |
| ------------------ | ---------------- |
| Warren Oates       | John Dillinger   |
| Ben Johnson        | Melvin Purvis    |
| Michelle Phillips  | Billie Frechette |
| Harry Dean Stanton | Homer Van Meter  |
| Richard Dreyfuss   | Baby Face Nelson |
| Steve Kanaly       | Pretty Boy Floyd |
| Geoffrey Lewis     | Harry Pierpont   |
| Cloris Leachman    | Anna Sage        |

## Golden Globe-nominatie
- Most Promising Newcomer - Female - Michelle Phillips

## Trivia
- Michelle Phillips speelt nog een tweede rol in de film. Ze vertolkt ook het personage Polly Hamilton.
- Gewezen FBI-baas J. Edgar Hoover was niet tevreden met de manier waarop het FBI werd voorgesteld en wou dat het scenario werd aangepast.
- Tijdens een scène wordt er een verwijzing gemaakt naar de acteur Douglas Fairbanks, die in werkelijkheid de lievelingsacteur van Dillinger was.